# Antevorta
En la mitología romana las dos hermanas Carmentes,  llamadas Antevorta (Pórrima  o Prorsa)  y la otra Postuerta (Postverta),  eran divinidades vinculadas al nacimiento  y a la profecía.  Se dice que son compañeras de Carmenta, si bien pudieran sólo ser cognomina del culto de la diosa. Agustín de Hipona dice que las Carmentes son aquellas diosas que dicen su suerte a los que nacen.
Macrobio, hablando del origen de las Saturnales, dice que Italia fue gobernada por primera vez por Jano. Compartía el poder de estas tierras junto con un rey nativo, Cameses. La región era llamada Camesina y la ciudad Janículo. Los romanos honraban a Jano porque con su doble rostro conoce el pasado y el futuro. Las compañeras en el culto apropiadas para Jano eran Antevorta y Postuerta.
Ovidio nos dice que tres hermanas, —Carmentis, Pórrima y Postuerta—, era propiciadas con expiaciones durante las Carmentales. Se piensa que la una había vaticinado lo que había ocurrido mucho tiempo atrás (porro), y la otra, lo que había de sobrevenir en el futuro (uersurum postmodo).
Aulo Gelio dice que son las dos Carmentes, y se llaman Prorsa and Postuerta. Están relacionadas con los alumbramientos especialmente difíciles. Sucede que por casualidad los niños, en el vientre de su madre, se ponían de pie en una posición antinatural; algunas mujeres daban a luz con mayor dificultad. Con el fin de evitar este peligro se erigieron altares en Roma a las dos Carmentes, llamadas así por los partos naturales y no naturales, y por su poder sobre ellos. A Prorsa se le atribuía que las criaturas se presentase en una posición natural y a Postuerta ayudaba a la mujer cuando el niño salía con los pies por delante.